# Sanna (Træna)
Pour les articles homonymes, voir Sanna.

Sanna  est une île de la commune de Træna , en mer de Norvège dans le comté de Nordland en Norvège.

## Description
L'île de 3 km2 est la plus grande île de la municipalité de Træna. L'île est située à moins de 1 kilomètre à l'ouest de l'île principale de Husøya. L'île a cinq sommets caractéristiques, le plus haut est le Trænstaven de 338 mètres de haut, au nord de l'île. Le village de pêcheurs de Sanna et son petit port se trouve à l'est de l'île.
La Kirkhelleren est une grande grotte sur l'île qui a été formée par l'érosion des vagues. Des traces d'activité humaine de l' âge de pierre et de l' âge du fer ont été trouvées.
Le festival de musique de Traena (Traena Music Festival (en))  se tient chaque année sur cette île, ainsi que sur Husøya.

## Galerie

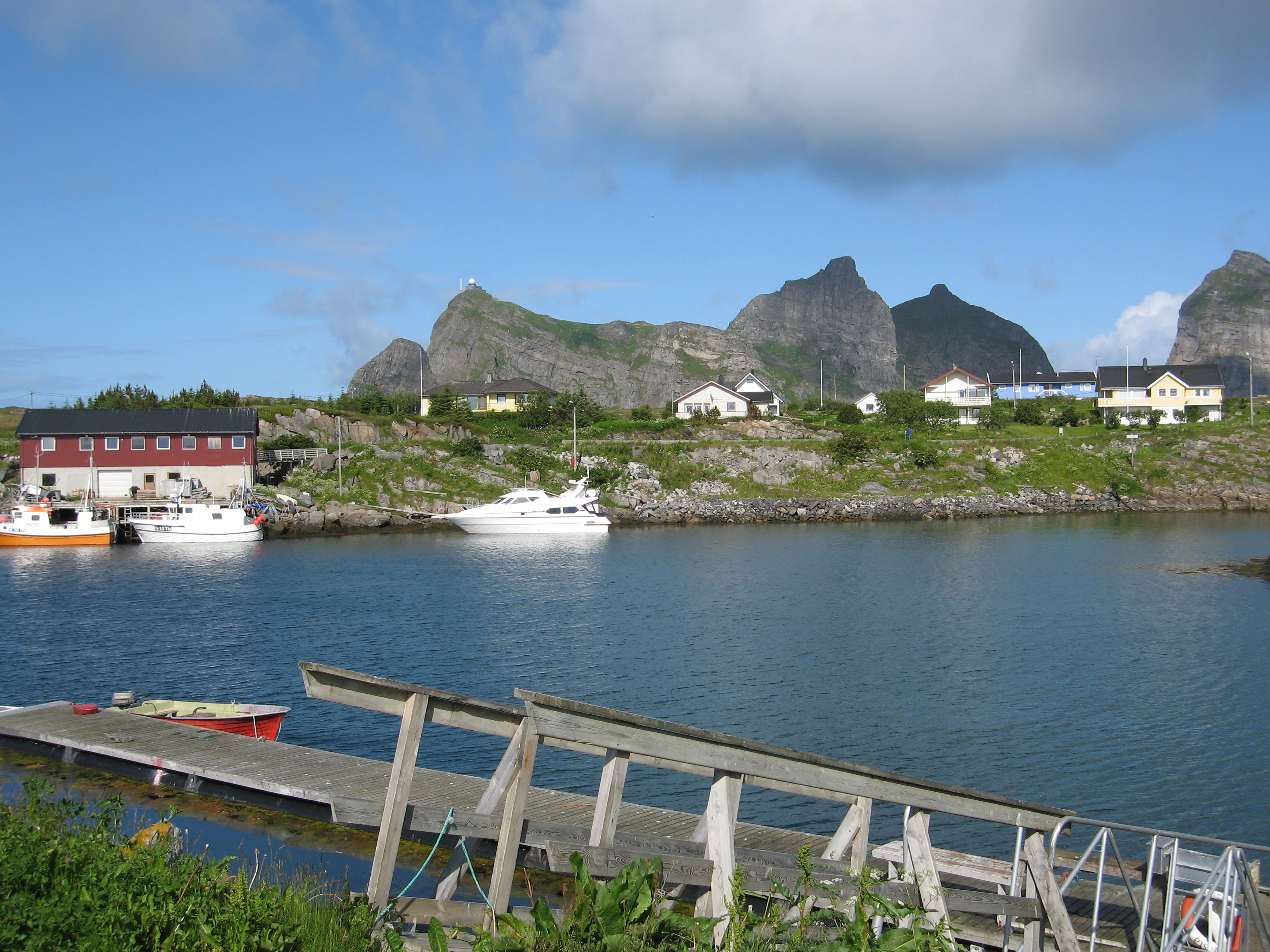
Port de Sanna
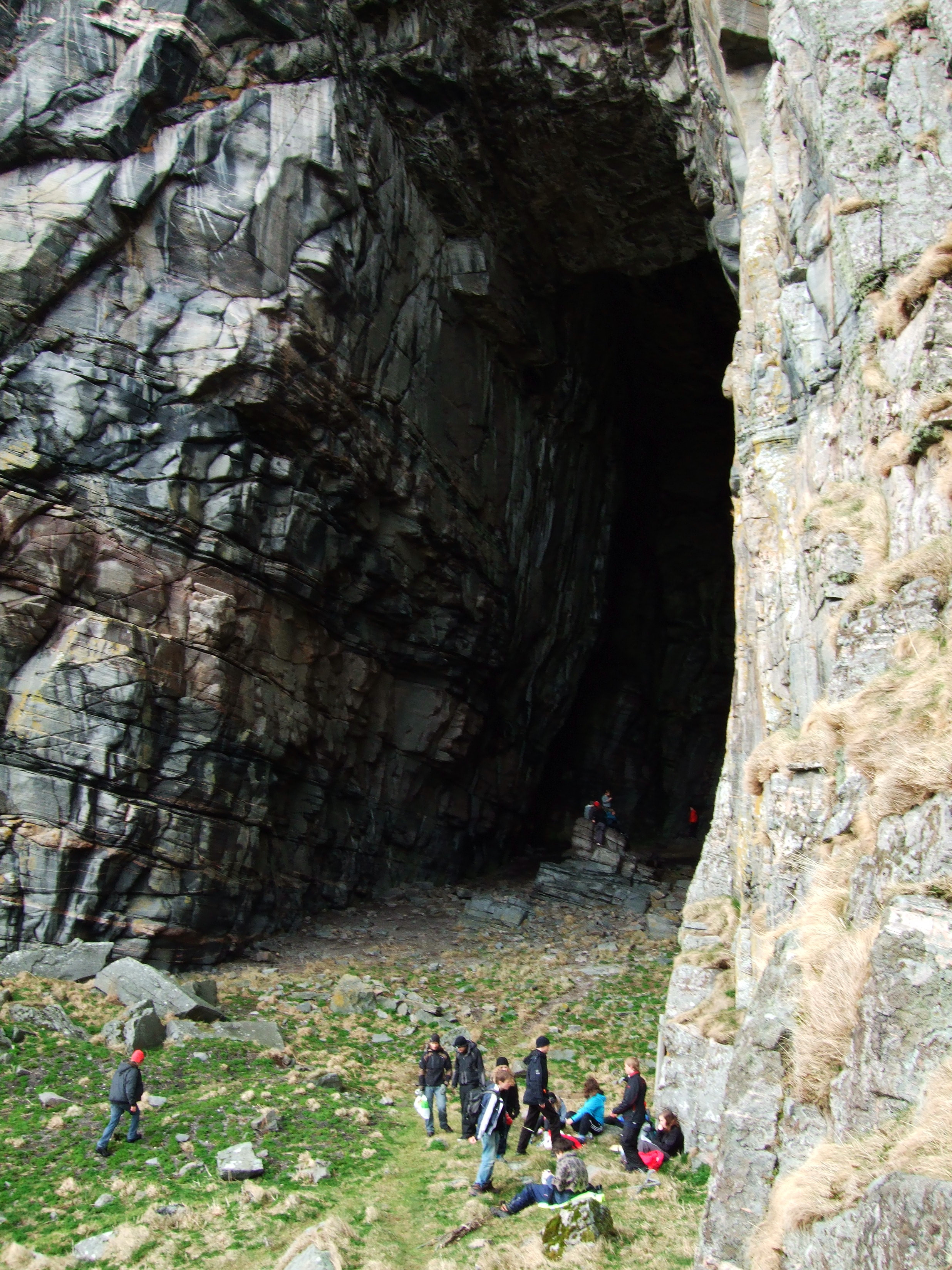
Kirkehelleren
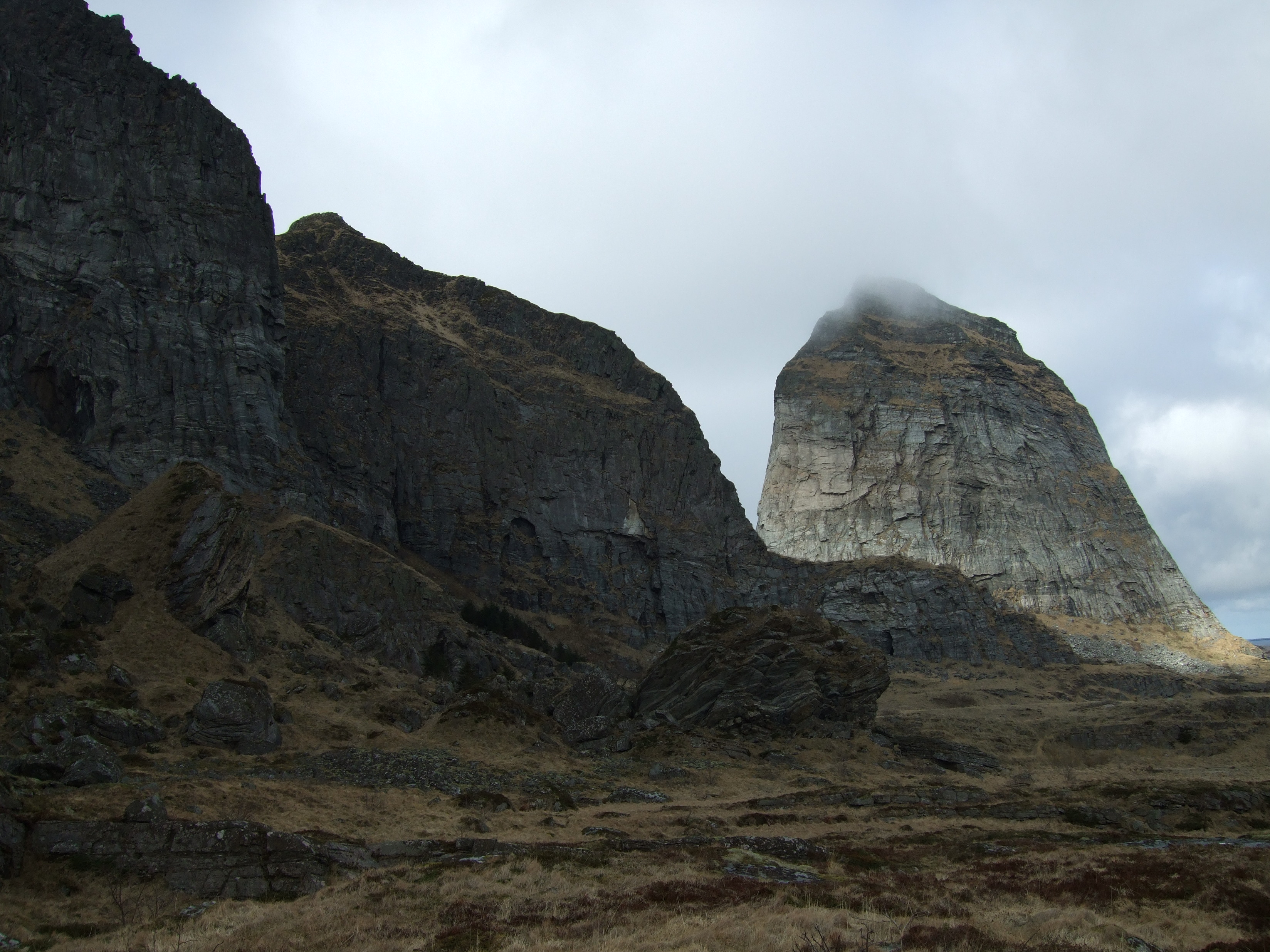
Traenstaven